# Joseph Louis Irenée Jean Abadie
Joseph Louis Irenée Jean Abadie  (15. prosinca 1873. – 1934.) je bio francuski liječnik poznat po svome istraživanju bolesti mozga.
Abadie je studirao na sveučilištu u Bordeauxu, postao je doktor medicine 1900., a 1918. profesor neurologije i psihijatrije.
Po njemu je nazvan Abadijev znak, kojemu se ispituje osjet duboke boli.